# Giuseppe La Masa
Giuseppe La Masa (Trabia, 30 novembre 1819 – Roma, 29 marzo 1881) è stato un patriota, politico e militare italiano.
A lui fu intitolato un omonimo cacciatorpediniere della Regia Marina.

## Biografia

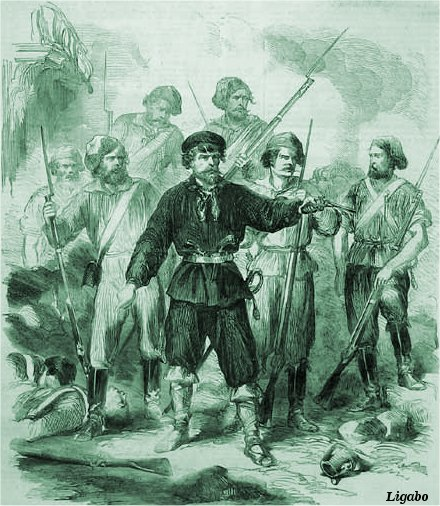
La Masa guida i suoi volontari nel maggio 1860 a Palermo

Repubblicano, Giuseppe La Masa, figlio di Andrea La Masa e di Anastasia Pitissi, trascorse gran parte della sua adolescenza a Termini Imerese dato che la casa paterna di Trabia gli fu bruciata durante i moti rivoluzionari del 1820. Studiò lettere e discipline giuridiche e matematiche presso l'Ateneo di Palermo. Fu autore di molte tragedie tra le quali Guglielmo Tell e Francesca da Rimini e collaborò al giornale La Ruota. Fu presto esiliato nel 1844 per motivi politici. Dopo aver pubblicato l’opuscolo I popoli del regno delle Due Sicilie ai fratelli italiani, che voleva essere un incitamento alla rivoluzione, ritornò nel 1847-48 per partecipare alla rivoluzione siciliana. Qui capeggiò con Rosolino Pilo l'insurrezione palermitana del 12 gennaio 1848, fu uno dei protagonisti militari del regime liberale instaurato in Sicilia fino al maggio 1849 come capo di stato maggiore dell'esercito costituzionale. Ai primi del 1849 intraprese un viaggio per l'Italia allo scopo di raccogliervi aiuti per la rivolta siciliana, e ne approfittò per accordarsi con Garibaldi allo scopo di agire simultaneamente contro Napoli dal nord e dal sud. Fallito tale disegno, si diresse a Torino dove pubblicò i Documenti della rivoluzione siciliana in 3 volumi, e fu tra i più attivi nel tener desta la fiamma del patriottismo fra gli emigrati, imprimendo alla sua propaganda un carattere schiettamente rivoluzionario (cfr. La guerra insurrezionale in Italia, 1856).
Rioccupata l'isola dai Borboni visse in esilio a Malta, Parigi e Torino. Nel 1853 si distaccò dalle posizioni repubblicane, e nel 1859 si avvicinò ai moderati siciliani in esilio guidati da Vincenzo Fardella. Recatosi in Toscana, durante il Governo Provvisorio Toscano, ne fu espulso da Bettino Ricasoli per le sue posizioni unitarie.
Partecipò così attivamente alla Spedizione dei Mille, occupandosi soprattutto del coordinamento dei volontari siciliani (chiamati picciotti), in particolare durante l'insurrezione di Palermo. Nominato generale da Garibaldi, fu al comando della brigata Sicula, sostituito a fine ottobre da Giovanni Corrao. Non seguì infatti Garibaldi sul continente. Dopo l'Unità fu inserito col grado di maggior generale nei ruoli del Regio esercito.
Fu poi deputato alla Camera nelle file della sinistra storica. Eletto nel 1861 deputato nel collegio di Termini Imerese nell'ottava, nona e decima legislatura, restò in parlamento fino al 1870, schierandosi all'opposizione.
Sposò la contessa Felicita Bevilacqua e con la sua eredità fu costituita la fondazione Bevilacqua La Masa.

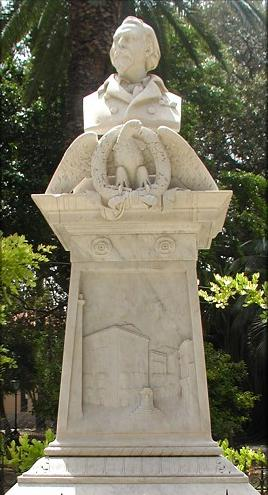
Il monumento a La Masa in piazza Marina a Palermo

Busto e targa commemorativa di Giuseppe La Masa Ca' Pesaro Venezia

## Opere
- I popoli del Regno delle Due Sicilie, (1847)
- Documenti della rivoluzione siciliana del 1847-49  (3 voll.) (1850)
- Della guerra insurrezionale in Italia (1856)
- Alcuni fatti e documenti della rivoluzione dell'Italia meridionale del 1860 (1861)
- La guerra insurrezionale in Italia, 1859

### Della guerra insurrezionale
Delle sue numerose opere si ricorda Della guerra insurrezionale in Italia tendente a conquistare la nazionalità. Nell'opera, il La Masa si proponeva di dare forma organica ad un progetto insurrezionale che portasse alla conquista definitiva dell'Unità Nazionale, partendo da considerazioni geografiche secondo le quali la conformazione del territorio montuoso e accidentato italiano avrebbe favorito «la guerra delle bande e dei comuni armati».
Dall'analisi delle sommosse poi, si poneva il problema della guerra vera e propria, cioè come sconfiggere l'esercito invasore in una battaglia campale. L'autore indicava quindi come di fondamentale importanza la "milizia cittadina", necessaria per l'istruzione militare di tutto il popolo, ed il Consiglio Centrale degli Stati Insorti, quale strumento di controllo del Consiglio ministeriale del Re di Sardegna, qualora questi avesse deciso di appoggiare l'insurrezione.
Infine poneva diverse considerazioni di carattere tattico sulla conduzione della guerriglia e sull'organizzazione dell'esercito, fra cui un commento a Della guerra difensiva in Italia di Cesare Balbo, un testo inedito di Riccardo Ceroni Progetto per costituire in istato di difesa permanente le città del Lombardo-Veneto e dei ducati che si conquisteranno sull'invasore austriaco e due capitoli del Generale Dufour sull'attacco e difesa di un villaggio e di una cascina.

## I rapporti epistolari di La Masa
Fu trovata tra i manoscritti della Biblioteca della Società Sicilia una minuta lettera di grafia Giuseppe La Masa indirizzata al Generale Garibaldi che merita di essere ricordata nella quale il La Masa lo informa di essere ”circondato da persone tristi alla cui testa Crispi” le quali hanno lo scopo di lavorare in ogni modo gesuitico...per distruggere, nel La Masa, l’intoppo alle loro egoistiche ed immorali ambizioni...hanno proibito financo di pubblicarsi i suoi ordini nel giorno ed i proclami di Gibilrossa, che esso Generale Garibaldi permetteva di pubblicarsi nel Giornale Ufficiale dichiarando infine che, se non fosse stata allontanata quella consorteria, avrebbe preferito andare all’estero e che avrebbe pubblicato una storia  che dimostra chiaramente chi è Crispi ed i suoi compagni alludendo anche al titolo del libro pubblicato a Torino nel 1861: alcuni fatti e documenti della Rivoluzione dell’Italia Meridionale del 1860, riguardanti i Siciliani e La Masa per cui la lettera è inevitabilmente anteriore. Di essa non ci risulta se sia stata spedita e ricevuta ma è da ritenerlo.
A Genova, il 7 maggio 1860, Giuseppe La Masa volge proclama alle donne italiane: «La provvidenza favorisce talvolta i popoli come gli individui, dando loro occasione di farsi grandi un tratto, ma a questa condizione soltanto, che sappiamo approfittarne. Fate vostro prò di tale sentenza, che l'ora è questa più opportuna e solenne per la salute d'Italia e la Provvidenza stessa ci condannerebbe di averla lasciata, neghittosi, sfuggire. Non vedete le nubi che si agglomerano all'orizzonte? Antiveniamo la burrasca, e operiamo solleciti ed audaci prima che Austria, Roma ed il Borbone coalizzati tentino di schiacciarci».